# Die Zauberer vom Waverly Place/Episodenliste

Logo der Serie Die Zauberer vom Waverly Place

Diese Liste enthält alle Episoden der US-amerikanischen Jugendserie Die Zauberer vom Waverly Place, sortiert nach der US-amerikanischen Erstausstrahlung. Zwischen 2007 und 2011 entstanden in vier Staffeln insgesamt 110 Episoden mit einer Länge von jeweils etwa 22 Minuten. Die deutschsprachige Erstausstrahlung erfolgte für alle vier Staffeln auf dem deutschen Disney Channel.

## Übersicht
| Staffel | Episodenanzahl | Erstausstrahlung USA | Erstausstrahlung USA | Deutschsprachige Erstausstrahlung | Deutschsprachige Erstausstrahlung |
| Staffel | Episodenanzahl | Staffelpremiere      | Staffelfinale        | Staffelpremiere                   | Staffelfinale                     |
| ------- | -------------- | -------------------- | -------------------- | --------------------------------- | --------------------------------- |
| 1       | 21             | 12. Oktober 2007     | 31. August 2008      | 8. März 2008                      | 9. September 2008                 |
| 2       | 30             | 21. September 2008   | 21. August 2009      | 21. Februar 2009                  | 31. Oktober 2009                  |
| Film    | Film           | 28. August 2009      | 28. August 2009      | 30. Oktober 2009                  | 30. Oktober 2009                  |
| 3       | 30             | 9. Oktober 2009      | 15. Oktober 2010     | 12. März 2010                     | 31. Dezember 2010                 |
| 4       | 29             | 12. November 2010    | 6. Januar 2012       | 4. Februar 2011                   | 28. Januar 2012                   |
| Spezial | Spezial        | 15. März 2013        | 15. März 2013        | 1. Juni 2013                      | 1. Juni 2013                      |

## Staffel 1
| Nr. (ges.) | Nr. (St.) | Deutscher Titel           | Originaltitel                            | Erstausstrahlung USA | Deutschsprachige Erstausstrahlung (D) | Prod. Code |
| ---------- | --------- | ------------------------- | ---------------------------------------- | -------------------- | ------------------------------------- | ---------- |
| 1          | 1         | Doppelter Ärger           | Crazy Ten Minute Sale                    | 12. Okt. 2007        | 8. März 2008                          | 102        |
| 2          | 2         | Der erste Kuss            | First Kiss                               | 19. Okt. 2007        | 15. März 2008                         | 104        |
| 3          | 3         | Rache ist süß             | I Almost Drowned in a Chocolate Fountain | 26. Okt. 2007        | 22. März 2008                         | 105        |
| 4          | 4         | Die neue Mitarbeiterin    | New Employee                             | 2. Nov. 2007         | 29. März 2008                         | 107        |
| 5          | 5         | Verzauberte Eltern        | Disenchanted Evening                     | 9. Nov. 2007         | 5. Apr. 2008                          | 114        |
| 6          | 6         | Der fliegende Teppich     | You Can’t Always Get What You Carpet     | 10. Nov. 2007        | 12. Apr. 2008                         | 101        |
| 7          | 7         | Die Teeparty              | Alex’s Choice                            | 16. Nov. 2007        | 19. Apr. 2008                         | 109        |
| 8          | 8         | Der Drachenhund           | Curb Your Dragon                         | 30. Nov. 2007        | 26. Apr. 2008                         | 108        |
| 9          | 9         | Der Horrorfilm            | Movies                                   | 14. Dez. 2007        | 10. Mai 2008                          | 113        |
| 10         | 10        | Cyrano de Pickel          | Pop Me and We Both Go Down               | 6. Jan. 2008         | 24. Mai 2008                          | 103        |
| 11         | 11        | Der Liebestrank           | Potion Commotion                         | 10. Feb. 2008        | 31. Mai 2008                          | 110        |
| 12         | 12        | Der hinterlistige Dschinn | Justin’s Little Sister                   | 9. März 2008         | 7. Juni 2008                          | 117        |
| 13         | 13        | Das Zaubercollege, Teil 1 | Wizard School – Part 1                   | 6. Apr. 2008         | 17. Juni 2008                         | 111        |
| 14         | 14        | Das Zaubercollege, Teil 2 | Wizard School – Part 2                   | 6. Apr. 2008         | 17. Juni 2008                         | 112        |
| 15         | 15        | Übernatürlich             | The Supernatural                         | 18. Mai 2008         | 21. Juni 2008                         | 115        |
| 16         | 16        | Onkel Kelbo               | Alex in The Middle                       | 15. Juni 2008        | 28. Juni 2008                         | 106        |
| 17         | 17        | Das Zeugnis               | Report Card                              | 29. Juni 2008        | 15. Juli 2008                         | 118        |
| 18         | 18        | Der Modeteufel            | Credit Check                             | 6. Juli 2008         | 19. Juli 2008                         | 121        |
| 19         | 19        | Das Frühlingsfest         | Alex’s Spring Fling                      | 20. Juli 2008        | 8. Aug. 2008                          | 119        |
| 20         | 20        | Körpertausch              | Quinceañera                              | 10. Aug. 2008        | 9. Sep. 2008                          | 116        |
| 21         | 21        | Der Museumsbesuch         | Art Museum Piece                         | 31. Aug. 2008        | 5. Juli 2008                          | 120        |

## Staffel 2
| Nr. (ges.) | Nr. (St.) | Deutscher Titel                         | Originaltitel                                                                  | Erstausstrahlung USA | Deutschsprachige Erstausstrahlung (D) | Prod. Code |
| ---------- | --------- | --------------------------------------- | ------------------------------------------------------------------------------ | -------------------- | ------------------------------------- | ---------- |
| 22         | 1         | Die Schlaumeierhose                     | Smarty Pants                                                                   | 21. Sep. 2008        | 21. Feb. 2009                         | 201        |
| 23         | 2         | Hüte dich vor dem Wolf                  | Beware Wolf                                                                    | 21. Sep. 2008        | 21. Feb. 2009                         | 202        |
| 24         | 3         | Alex’ Zaubertagebuch                    | Graphic Novel                                                                  | 5. Okt. 2008         | 28. Feb. 2009                         | 203        |
| 25         | 4         | Das Autorennen                          | Racing                                                                         | 12. Okt. 2008        | 7. März 2009                          | 204        |
| 26         | 5         | Der ABC-Räuber                          | Alex’s Brother, Maximan                                                        | 19. Okt. 2008        | 17. März 2009                         | 205        |
| 27         | 6         | Gefahr für das Zauber-College, Teil 1   | Saving WizTech – Part 1                                                        | 26. Okt. 2008        | 10. Juli 2009                         | 208        |
| 28         | 7         | Gefahr für das Zauber-College, Teil 2   | Saving WizTech – Part 2                                                        | 26. Okt. 2008        | 10. Juli 2009                         | 209        |
| 29         | 8         | Harper weiß Bescheid                    | Harper Knows                                                                   | 23. Nov. 2008        | 4. Apr. 2009                          | 206        |
| 30         | 9         | Burt, das Taxi                          | Taxi Dance                                                                     | 7. Dez. 2008         | 28. März 2009                         | 207        |
| 31         | 10        | Amors Pfeil                             | Baby Cupid                                                                     | 14. Dez. 2008        | 18. Apr. 2009                         | 210        |
| 32         | 11        | Plan B                                  | Make it Happen                                                                 | 1. Jan. 2009         | 26. Apr. 2009                         | 211        |
| 33         | 12        | Feenzauber                              | Fairy Tale                                                                     | 25. Jan. 2009        | 2. Mai 2009                           | 213        |
| 34         | 13        | Die Modenschau                          | Fashion Week                                                                   | 15. Feb. 2009        | 29. Mai 2009                          | 215        |
| 35         | 14        | Die helfende Hand                       | Helping Hand                                                                   | 16. Feb. 2009        | 9. Mai 2009                           | 217        |
| 36         | 15        | Die Kunstlehrerin                       | Art Teacher                                                                    | 1. März 2009         | 23. Mai 2009                          | 214        |
| 37         | 16        | Harper aus der Zukunft                  | Future Harper                                                                  | 15. März 2009        | 16. Mai 2009                          | 212        |
| 38         | 17        | Alex, die Wohltäterin                   | Alex Does Good                                                                 | 5. Apr. 2009         | 12. Juli 2009                         | 219        |
| 39         | 18        | Der kleine, große Hugh                  | Hugh’s Not Normous                                                             | 12. Apr. 2009        | 7. Juni 2009                          | 216        |
| 40         | 19        | Der Wetterfrosch                        | Don’t Rain on Justin’s Parade-Earth                                            | 19. Apr. 2009        | 21. Juni 2009                         | 227        |
| 41         | 20        | Scharade mit Hindernissen               | Family Game Night                                                              | 26. Apr. 2009        | 28. Juni 2009                         | 218        |
| 42         | 21        | Justins neue Freundin                   | Justin’s New Girlfriend                                                        | 2. Mai 2009          | 5. Juli 2009                          | 221        |
| 43         | 22        | Oh Tutor, mein Tutor                    | My Tutor, Tutor Don’t Poke the Leprechaun-Shillelagh (Alternativtitel)         | 29. Mai 2009         | 26. Juli 2009                         | 226        |
| 44         | 23        | Im Auge des Betrachters                 | Paint By Committee                                                             | 26. Juni 2009        | 2. Aug. 2009                          | 229        |
| 45         | 24        | Zauberer für einen Tag                  | Wizard For a Day                                                               | 10. Juli 2009        | 31. Okt. 2009                         | 230        |
| 46         | 25        | Zu Gast auf der S.S. Tipton             | Cast-Away (To Another Show)                                                    | 17. Juli 2009        | 29. Okt. 2009                         | 220        |
| 47         | 26        | Zauberer gegen Vampire am Waverly Place | Wizards vs. Vampires on Waverly Place Justin & Juliet (Alternativtitel)        | 24. Juli 2009        | 8. Aug. 2009                          | 223        |
| 48         | 27        | Alex und Harper in Gefahr               | Wizards vs. Vampires: Tasty Bites Healthy Eating (Alternativtitel)             | 31. Juli 2009        | 16. Aug. 2009                         | 224        |
| 49         | 28        | Zauberer und Vampire: Das Traumdate     | Wizards vs. Vampires: Dream Date Wake Up, Break Up, Shake Up (Alternativtitel) | 7. Aug. 2009         | 23. Aug. 2009                         | 225        |
| 50         | 29        | Zauberer und Vampire gegen Zombies      | Wizards & Vampires vs. Zombies No Fear (Alternativtitel)                       | 8. Aug. 2009         | 30. Aug. 2009                         | 228        |
| 51         | 30        | Der Zauberei-Wiederholungstest          | Retest                                                                         | 21. Aug. 2009        | 16. Okt. 2009                         | 222        |

## Film
| Nr. (ges.) | Nr. (St.) | Deutscher Titel                           | Originaltitel                       | Erstausstrahlung USA | Deutschsprachige Erstausstrahlung (D) |
| ---------- | --------- | ----------------------------------------- | ----------------------------------- | -------------------- | ------------------------------------- |
| —          | —         | Die Zauberer vom Waverly Place – Der Film | Wizards of Waverly Place: The Movie | 28. Aug. 2009        | 30. Okt. 2009                         |

## Staffel 3
| Nr. (ges.) | Nr. (St.) | Deutscher Titel                 | Originaltitel                                                                  | Erstausstrahlung USA | Deutschsprachige Erstausstrahlung (D) | Prod. Code |
| ---------- | --------- | ------------------------------- | ------------------------------------------------------------------------------ | -------------------- | ------------------------------------- | ---------- |
| 52         | 1         | Frankengirl                     | Franken Girl                                                                   | 9. Okt. 2009         | 12. März 2010                         | 301        |
| 53         | 2         | Halloween                       | Halloween                                                                      | 16. Okt. 2009        | 12. März 2010                         | 302        |
| 54         | 3         | Monsterjäger                    | Monster Hunter                                                                 | 23. Okt. 2009        | 19. März 2010                         | 303        |
| 55         | 4         | Drei Monster                    | Three Monsters                                                                 | 30. Okt. 2009        | 26. März 2010                         | 304        |
| 56         | 5         | Eine Nacht im Museum            | Night at the Lazerama                                                          | 6. Nov. 2009         | 2. Apr. 2010                          | 306        |
| 57         | 6         | Das Puppenhaus                  | Doll House                                                                     | 20. Nov. 2009        | 9. Apr. 2010                          | 305        |
| 58         | 7         | Erschummelte Siege              | Marathoner Helper                                                              | 4. Dez. 2009         | 16. Apr. 2010                         | 307        |
| 59         | 8         | Verliebt in einen Maler         | Alex Charms a Boy You Muse, You Lose (UK)                                      | 15. Jan. 2010        | 23. Apr. 2010                         | 313        |
| 60         | 9         | Der Werwolf, Teil 1             | Wizards vs. Werewolves – Part 1                                                | 22. Jan. 2010        | 1. Mai 2010                           | 314        |
| 61         | 10        | Der Werwolf, Teil 2             | Wizards vs. Werewolves – Part 2                                                | 22. Jan. 2010        | 1. Mai 2010                           | 315        |
| 62         | 11        | Das Basketball Desaster         | Positive Alex                                                                  | 26. Feb. 2010        | 30. Apr. 2010                         | 308        |
| 63         | 12        | Wahlbetrug                      | Detention Election                                                             | 19. März 2010        | 14. Mai 2010                          | 309        |
| 64         | 13        | Der sieht ja aus wie Shakira!   | Dude Looks Like Shakira Shakelbo Shakelbo (Alternativtitel)                    | 29. Apr. 2010        | 7. Mai 2010                           | 317        |
| 65         | 14        | Klampfen beim Mampfen           | Eat to the Beat                                                                | 30. Apr. 2010        | 21. Mai 2010                          | 310        |
| 66         | 15        | Alex’ neue Freundin             | Third Wheel                                                                    | 30. Apr. 2010        | 4. Juni 2010                          | 311        |
| 67         | 16        | Die Gute, die Böse und die Alex | The Good, the Bad, and the Alex                                                | 7. Mai 2010          | 11. Juni 2010                         | 312        |
| 68         | 17        | Die Western Show                | Western Show                                                                   | 14. Mai 2010         | 25. Juni 2010                         | 316        |
| 69         | 18        | Alle gegen Alex                 | Alex’s Logo                                                                    | 21. Mai 2010         | 2. Juli 2010                          | 318        |
| 70         | 19        | Dad, das Insekt                 | Dad’s Buggin’ Out                                                              | 4. Juni 2010         | 9. Juli 2010                          | 319        |
| 71         | 20        | Max’ heimliche Freundin         | Max’s Secret Girlfriend                                                        | 11. Juni 2010        | 16. Juli 2010                         | 321        |
| 72         | 21        | Alex, die Kupplerin             | Alex Russo Matchmaker                                                          | 2. Juli 2010         | 23. Juli 2010                         | 322        |
| 73         | 22        | Justin, der Student             | Delinquent Justin                                                              | 16. Juli 2010        | 30. Juli 2010                         | 323        |
| 74         | 23        | Comic Helden                    | Captain Jim Bob Sherwood                                                       | 23. Juli 2010        | 6. Aug. 2010                          | 320        |
| 75         | 24        | Auf nach Rumänien               | Russos vs. Finkles Wizards vs. Finkles (Alternativtitel)                       | 30. Juli 2010        | 13. Aug. 2010                         | 325        |
| 76         | 25        | Alex hat immer Recht            | All About You-Niverse                                                          | 20. Aug. 2010        | 20. Aug. 2010                         | 326        |
| 77         | 26        | Onkel Ernesto                   | Uncle Ernesto                                                                  | 27. Aug. 2010        | 27. Aug. 2010                         | 327        |
| 78         | 27        | Juliet, oh, Juliet              | Moving On                                                                      | 10. Sep. 2010        | 3. Sep. 2010                          | 324        |
| 79         | 28        | Die zauberhafte Rettung, Teil 1 | Alex Saves Mason – Part 1 Alex & Mason’s Puppy Love – Part 1 (Alternativtitel) | 1. Okt. 2010         | 31. Okt. 2010                         | 328        |
| 80         | 29        | Die zauberhafte Rettung, Teil 2 | Alex Saves Mason – Part 2 Alex & Mason’s Puppy Love – Part 2 (Alternativtitel) | 1. Okt. 2010         | 31. Okt. 2010                         | 329        |
| 81         | 30        | Die Wahrheit?                   | Wizards Exposed                                                                | 15. Okt. 2010        | 31. Dez. 2010                         | 330        |

## Staffel 4
| Nr. (ges.) | Nr. (St.) | Deutscher Titel                  | Originaltitel                                                                   | Erstausstrahlung USA | Deutschsprachige Erstausstrahlung (D) | Prod. Code |
| ---------- | --------- | -------------------------------- | ------------------------------------------------------------------------------- | -------------------- | ------------------------------------- | ---------- |
| 82         | 1         | Die Verhandlung                  | Alex Tells the World                                                            | 12. Nov. 2010        | 5. Feb. 2011                          | 401        |
| 83         | 2         | Alex gibt auf                    | Alex Gives Up                                                                   | 27. Nov. 2010        | 11. Feb. 2011                         | 402        |
| 84         | 3         | Harpers Führerscheinprüfung      | Lucky Charmed                                                                   | 10. Dez. 2010        | 18. Feb. 2011                         | 403        |
| 85         | 4         | Ein Job für Captain Jim Bob      | Journey to the Center of Mason                                                  | 17. Dez. 2010        | 25. Feb. 2011                         | 404        |
| 86         | 5         | Alle wie einer, einer wie keiner | Three Maxes and a Little Lady                                                   | 7. Jan. 2011         | 4. März 2011                          | 405        |
| 87         | 6         | Süß, süßer, Maxine               | Daddy’s Little Girl                                                             | 21. Jan. 2011        | 11. März 2011                         | 406        |
| 88         | 7         | Justins Engel                    | Everything’s Rosie for Justin                                                   | 4. Feb. 2011         | 18. März 2011                         | 407        |
| 89         | 8         | Der Engel-Klub                   | Dancing with Angels                                                             | 11. Feb. 2011        | 25. März 2011                         | 408        |
| 90         | 9         | Verliebt in einen Engel, Teil 1  | Wizards vs. Angels – Part 1                                                     | 18. Feb. 2011        | 1. Apr. 2011                          | 409        |
| 91         | 10        | Verliebt in einen Engel, Teil 2  | Wizards vs. Angels – Part 2                                                     | 18. Feb. 2011        | 1. Apr. 2011                          | 410        |
| 92         | 11        | Max wird wieder der Alte         | Back to Max                                                                     | 11. März 2011        | 8. Apr. 2011                          | 411        |
| 93         | 12        | Zeke weiß was                    | Zeke Finds Out                                                                  | 1. Apr. 2011         | 22. Apr. 2011                         | 412        |
| 94         | 13        | Magie im Ring                    | Magic Unmasked                                                                  | 13. Mai 2011         | 27. Mai 2011                          | 413        |
| 95         | 14        | Zu Gast bei den Werwolfs         | Meet the Werewolves                                                             | 17. Juni 2011        | 22. Okt. 2011                         | 415        |
| 96         | 15        | Alex in Gefahr                   | Beast Tamer                                                                     | 24. Juni 2011        | 9. Jan. 2012                          | 416        |
| 97         | 16        | Zauberer des Jahres              | Wizard of the Year                                                              | 8. Juli 2011         | 10. Jan. 2012                         | 417        |
| 98         | 17        | Schlechte Aussichten             | Misfortune at the Beach                                                         | 24. Juli 2011        | 11. Jan. 2012                         | 420        |
| 99         | 18        | Gefahr aus dem All               | Wizards vs. Asteroid                                                            | 19. Aug. 2011        | 12. Jan. 2012                         | 418        |
| 100        | 19        | Justin ist wieder im Rennen      | Justin’s Back In                                                                | 26. Aug. 2011        | 13. Jan. 2012                         | 419        |
| 101        | 20        | Alex lässt die Puppen tanzen!    | Alex the Puppetmaster                                                           | 16. Sep. 2011        | 18. Jan. 2012                         | 421        |
| 102        | 21        | Der Harper Klon                  | My Two Harpers                                                                  | 30. Sep. 2011        | 19. Jan. 2012                         | 422        |
| 103        | 22        | Das geheime dreizehnte Stockwerk | Wizards of Apartment 13B                                                        | 7. Okt. 2011         | 20. Jan. 2012                         | 423        |
| 104        | 23        | Die neue Mitbewohnerin           | Ghost Roommate                                                                  | 14. Okt. 2011        | 23. Jan. 2012                         | 424        |
| 105        | 24        | Sei ein braver Zombie!           | Get Along, Little Zombie                                                        | 21. Okt. 2011        | 24. Jan. 2012                         | 425        |
| 106        | 25        | Die Zauberwelt ist in Gefahr     | Wizards vs. Everything                                                          | 28. Okt. 2011        | 25. Jan. 2012                         | 426        |
| 107        | 26        | Zeitreisen leicht gemacht        | Rock Around the Clock                                                           | 4. Nov. 2011         | 26. Jan. 2012                         | 414        |
| 108        | 27        | Harperella                       | Harperella                                                                      | 18. Nov. 2011        | 27. Jan. 2012                         | 427        |
| 109        | 28        | Die Entscheidung, Teil 1         | Family Wizard – Part 1 Who Will Be The Family Wizard – Part 1 (Alternativtitel) | 6. Jan. 2012         | 28. Jan. 2012                         | 428        |
| 110        | 29        | Die Entscheidung, Teil 2         | Family Wizard – Part 2 Who Will Be The Family Wizard – Part 2 (Alternativtitel) | 6. Jan. 2012         | 28. Jan. 2012                         | 429        |

## Spezial
| Nr. (ges.) | Nr. (St.) | Deutscher Titel                             | Originaltitel                     | Erstausstrahlung USA | Deutschsprachige Erstausstrahlung (D) |
| ---------- | --------- | ------------------------------------------- | --------------------------------- | -------------------- | ------------------------------------- |
| —          | —         | Die Rückkehr der Zauberer vom Waverly Place | The Wizards Return: Alex vs. Alex | 15. März 2013        | 1. Juni 2013                          |